# 秋田孝季
秋田 孝季（あきた のりすえ）は、江戸時代後期の大名。陸奥国三春藩の第9代藩主。秋田家第11代当主。第7代藩主・秋田倩季の三男。
当初は庶子であり、安東姓を称した。享和3年（1803年）11月、兄・長季の隠居により家督を継ぐ。同年12月、従五位下山城守に叙任する。天保3年（1832年）3月、長男の肥季に藩主の座を譲り隠居した。隠居後、通称を主水正、伊予守に改めた。天保15年（1844年）に死去した。享年60。

## 東日流外三郡誌
『東日流外三郡誌』が世に出始めた当初は「原本」という扱いであり、編者も孝季本人ということになっていた（あるいは思われていた）。ところが議論が進んでいくうちに、藩主本人が書いたというには無理が出始めたため、「原本」はいつしか「写本」となり、編者も「秋田孝季」（たかすえ）という縁つながりの別人になった。

## 系譜
父母
- 秋田倩季（実父）
- 秋田長季（養父）

正室
- 鉄 ー 秋田季周の娘

側室
- 戒輪院

子女
- 秋田肥季（長男）
- 秋田季春（次男）生母は戒輪院（側室）
- シゲ ー 松平忠和正室後に井上正春継々室
- 鎮子 ー 黒田直静正室
- ヨシ ー 土岐頼寧正室
- ユキ ー 谷衛昉継々室
- セイ ー 大村純顕継室